# QuteCom
QuteCom, anteriorment conegut com a WengoPhone Classic, és un programa de VoIP desenvolupat per QuteCom (anteriorment conegut com a OpenWengo) que permet fer trucades a altres usuaris del sistema i també a telèfons convencionals. La llicència del programa és GPL. El protocol usat és l'estàndard SIP.

## La interfície gràfica
La interfície gràfica és molt semblant a altres programes com MSN Messenger o Yahoo! Messenger. Permet establir converses amb altres sistemes si aquests respecten l'estàndard SIP, com Google Talk o Gizmo.

## Trucades
És possible entaular una conversa vocal amb els usuaris del mateix programari però també amb qualsevol altre softphone que respecti l'estàndard SIP com Gizmo i també Google Talk, encara que ara com ara aquest no suporti SIP.
Com qualsevol altre softphone, es pot usar per cridar a telèfons convencionals, cobrant-se'ls diverses tarifes segons el país de destinació. Es pot usar amb el proveïdor oficial Wengo però també, al contrari de la majoria dels softphone, es pot usar amb qualsevol proveïdor de serveis de VoIP. Aquesta opció fa de WengoPhone Classic un softphone molt interessant per a l'usuari perquè es pot escollir el proveïdor més econòmic.

## Les particularitats
Les particularitats d'aquest softphone són:
- conformitat a l'estàndard SIP.
- en futures versions es podrà escollir la seva proveïdor de serveis de VoIP.
- es pot usar para manar SMS a França.
- autodetección de NAT i de firewall.
- xerra àudio i vídeo.
- Multiplataforma: està disponible para GNU/Linux, MacOS i Windows.

## Denominacions anteriors
Anteriorment, QuteCom es va denominar OpenWengo i WengoPhone NG.

### OpenWengo
El primer i major programari produït per OpenWengo va ser WengoPhone Classic, un client VoIP que utilitza SIP. Se'n derivar WengoPhone NG (per Next Generation), una versió refaccioritzada del WengoPhone Classic. En el passat, WengoPhone NG era conegut sota la denominació de "Picard".

### WengoPhone NG
El seu interfície gràfica és molt semblada a altres programari de missatgeria instantània tals com Windows Live Messenger o Yahoo! Messenger. És possible entaular una conversa de missatges instantanis amb els usuaris del mateix programari però també amb qualsevol altre softphone que respecta l'estàndard SIP.
És possible entaular una conversa vocal amb els usuaris del mateix programari però també amb qualsevol altre softphone que respecta l'estàndard SIP com Gizmo i també Google Talk encara que ara com ara aquest no suporti SIP.
Com qualsevol uns altres softphone, es pot usar per cridar telèfons convencionals, cobrant-se'ls diverses tarifes segons el país de destinació. Es pot usar amb el proveïdor oficial Wengo però també al contrari de la majoria dels softphone, es pot usar amb qualsevol proveïdor SIP. Aquesta opció fa de WengoPhone NG un softphone molt interessant per a l'usuari perquè es pot escollir el proveïdor més econòmic.
El protocol usat és l'estàndard SIP, en el futur el programari va a integrar-se amb les biblioteques de Pidgin llavors es va a poder usar amb tots els protocols que Pidgin suporta: Yahoo!, MSN, AOL i Jabber/XMPP entre uns altres.
Les particularitats d'aquest softphone són:
- conformitat a l'estàndard SIP.
- es pot escollir el seu proveïdor de serveis VoIP SIP.
- és totalment independent de la seva interfície gràfica.
- es pot usar per manar SMS.
- autodetección de NAT i de firewall.
- té una API de desenvolupament.
- integració amb libgaim.
- conferències d'àudio i video.
- enregistrament de conversa àudio, video i text.
- Multiplataforma en Gnu/Linux, BSD, Windows, Mac i Windows Mobile.
- extensió Firefox per fer trucades des del navegador web lliure.

Pot usar-se per fer trucades en les tres plataformes (Gnu/Linux, Windows i Mac). Ara com ara només té una interfície Qt.
L'objectiu de la comunitat d'OpenWengo és de proveir un centre neuràlgic amigable, productiu i potent de desenvolupament de programari lliure relacionat amb tecnologia de VoIP.